# Bezirk Leitmeritz (Königreich Böhmen)

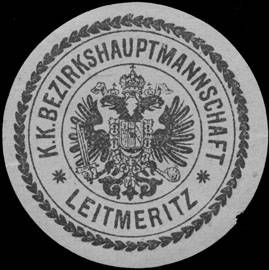
Bezirkshauptmannschaft Leitmeritz – Siegelmarke

Der Bezirk Leitmeritz (tschechisch politický okres Litoměřice) war ein politischer Bezirk im Königreich Böhmen. Der Bezirk umfasste Gebiete in Nordböhmen im heutigen Ústecký kraj (Okres Litoměřice). Sitz der Bezirkshauptmannschaft (tschechisch Okresní hejtmanství Litoměřice)  war die Stadt Leitmeritz (Litoměřice). Das Gebiet gehörte seit 1918 zur neu gegründeten Tschechoslowakei und ist seit 1993 Teil Tschechiens.

## Geschichte
Die modernen, politischen Bezirke der Habsburgermonarchie wurden 1868 im Zuge der Trennung der politischen von der judikativen Verwaltung geschaffen.
Der Bezirk Leitmeritz wurde 1868 aus den Gerichtsbezirken Leitmeritz (tschechisch: soudní okres Litoměřice), Auscha (Úštěk) und Lobositz (Lovosice) gebildet.
1869 lebten im Bezirk Leitmeritz 74.247 Personen, wobei der Bezirk ein Gebiet von 11,1 Quadratmeilen und 170 Gemeinden umfasste.
1900 beherbergte der Bezirk 85.309 Menschen, die auf einer Fläche von 628,13 km² bzw. in 176 Gemeinden lebten.
Der Bezirk Leitmeritz umfasste 1910 eine Fläche von 628,11 km² und eine Bevölkerung von 90.740 Personen. Von den Einwohnern hatte 18.397 Tschechisch und 71.439 Deutsch als Umgangssprache angegeben. Des Weiteren lebten im Bezirk 904 Anderssprachige oder Staatsfremde. Zum Bezirk gehörten drei Gerichtsbezirke mit insgesamt 177 Gemeinden bzw. 178 Katastralgemeinden.